# Certonotus avitus
Certonotus avitus là một loài tò vò trong họ Ichneumonidae.